# Viola saxatilis
Viola saxatilis är en violväxtart. Viola saxatilis ingår i släktet violer, och familjen violväxter.

## Underarter
Arten delas in i följande underarter:
- V. s. curtisii
- V. s. polychroma
- V. s. saxatilis

## Bildgalleri

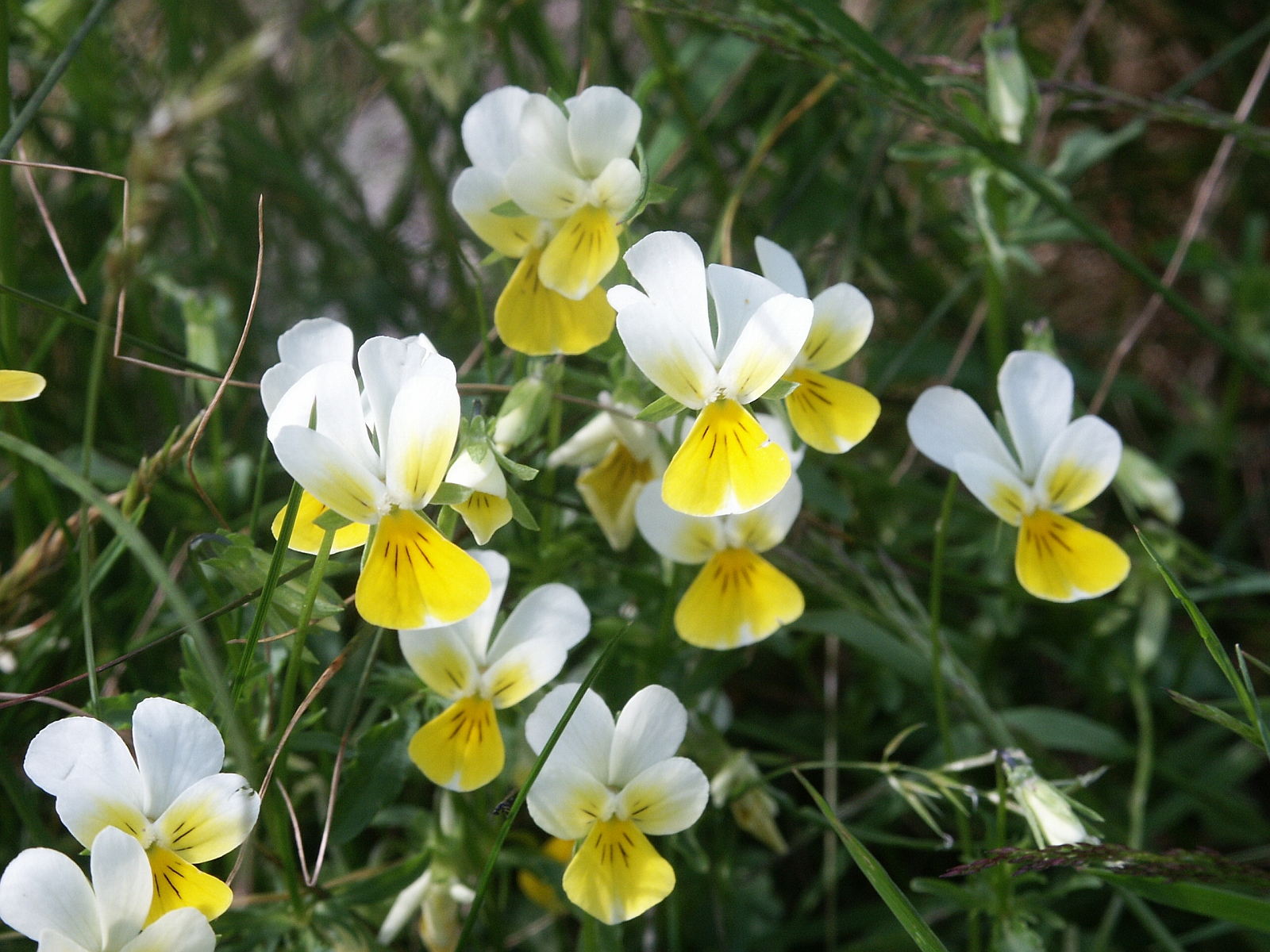
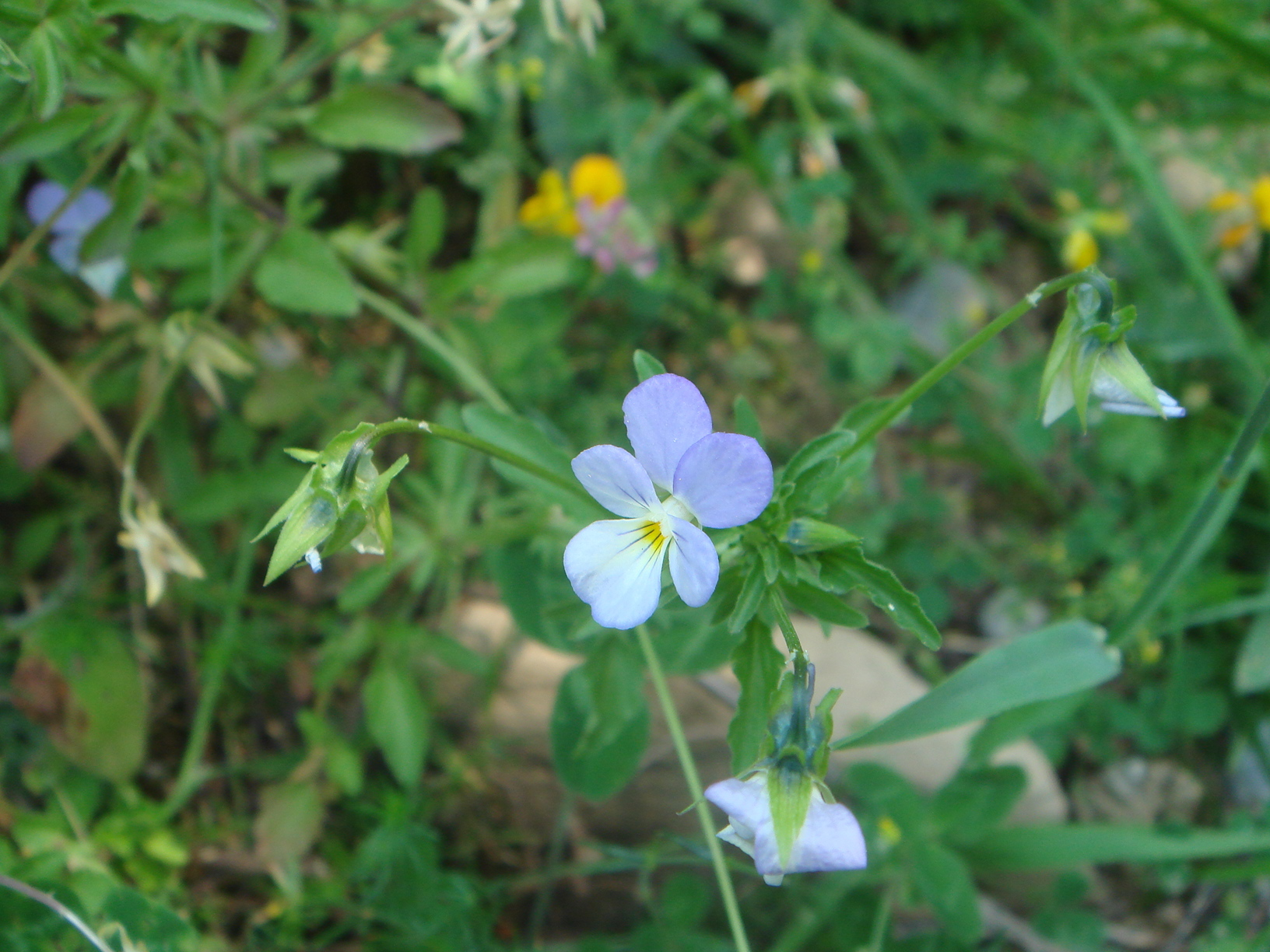